# Sandra (Orang-Utan)
Sandra, vormals Marisa (geboren am 14. Februar 1986 in Rostock, damals DDR) ist ein Orang-Utan-Weibchen, das durch ein Gerichtsurteil aus Argentinien weltweit bekannt wurde. Sandras Freilassung aus einem argentinischen Zoo wurde gerichtlich verfügt, weil ihr das Gericht Persönlichkeitsrechte zusprach und Sandra als „nicht-menschliche Person“ betrachtete, obwohl sie kein Mensch ist. Am 5. November 2019 langte sie in ihrem neuen Habitat an, einem Reservat für Menschenaffen in Wauchula im US-Bundesstaat Florida.

## Leben
Sandra wurde als Hybrid im Rostocker Zoo geboren – halb Sumatra-Orang-Utan, halb Borneo-Orang-Utan. Sie ist 53 Kilogramm schwer. Sie lebte einige Jahre im früheren Ruhr-Zoo von Gelsenkirchen und wurde am 17. September 1994 nach Buenos Aires verlegt. Sie hat eine Tochter namens Shembira, die am 2. März 1999 geboren und in einen Wildtierpark in China überstellt wurde. Versuche, sie mit einem Männchen namens Max zu paaren, scheiterten. Sandra versteckte sich im Außengehege, selbst bei Regen und Schnee.

## Befreiung
2010 scheiterte ein Versuch österreichischer Tierschützer, beim Europäischen Gerichtshof für Menschenrechte die Freilassung des Schimpansen Hiasl zu erwirken, an einem Formfehler. Im Jahr 2013 versuchten Vertreter des Nonhuman Rights Project vor einem US-Gericht im Bundesstaat New York, Schimpansen dem Menschen teilweise rechtlich gleichstellen zu lassen. Da diese Menschenaffen in vielen Bereichen dem Menschen sehr ähnlich seien, sollten sie rechtlich als Personen anerkannt und freigelassen werden. Doch das Gericht urteilte, ein Menschenaffe sei keine Person im Sinne des Habeas Corpus Act, des amerikanischen Gesetzes zum Schutz der persönlichen Freiheit.
Seit 2014 kämpfte die argentinische Tierrechtsorganisation AFADA (Asociación de Funcionarios y Abogados por los Derechos de los Animales) vor Gericht für die Freilassung von Sandra. Argumentiert wurde mit den Gefühlen der Äffin: Sie habe das Recht, als fühlendes Wesen respektiert zu werden. Richterin Elena Liberatori folgte dieser Argumentation und urteilte am 21. Oktober 2015, das Tier sei eine „nicht-menschliche Person“. Erstmals weltweit wurde somit ein Zootier dem Menschen rechtlich partiell gleichgestellt. Da die Menschenäffin aufgrund ihrer genetischen Disposition nicht imstande ist, sich dem Leben in freier Wildbahn anzupassen, traf die Richterin 2017 die Entscheidung über ihren zukünftigen Aufenthaltsort: ein von der Richterin ausgewähltes betreutes Freigehege in Florida, wo Sandra ihren Lebensabend in einer würdevolleren Umgebung verbringen soll.
Der Prozess um Sandras Grundrechte trug wesentlich dazu bei, dass der Zoo Buenos Aires Mitte 2016 geschlossen wurde. Seine Umwandlung in einen Ökopark wurde beschlossen, bis 2023 wird dort eine Forschungs- und Bildungsstätte zum Erhalt der Artenvielfalt aufgebaut.
In der Nacht von 26. auf 27. September 2019 wurde Sandra nach Dallas im US-Bundesstaat Texas geflogen. Anwalt Andres Gil Dominguez erläuterte, sie sei nicht im Passagier-, sondern im Frachtraum untergebracht worden. Der ungewöhnliche Transport dauerte elf Stunden und stellte American Airlines vor Herausforderungen, die jedoch bewältigt wurden. Die Äffin langte in gutem Zustand im Sedgwick County Zoo in Wichita im Bundesstaat Kansas an, wo sie rund vierzig Tage in Quarantäne verbringen musste. Sie übersiedelte dann in das Center for Great Apes in Wauchula. Dort leben bereits 21 Orang-Utans und 31 Schimpansen, darunter zwei prominente Menschenaffen: Bubbles, früher Haustier von Michael Jackson, und Sammy, Hauptdarsteller des Films Dunston – Allein im Hotel.
Patti Ragan, Direktorin der Einrichtung, teilte CNN mit, Sandra hätte sich nach ihrer Ankunft im Reservat als „neugierig, ruhig, engagiert und interessiert an ihrer neuen Umgebung“ gezeigt. Als sie ankam, sei sie recht schüchtern gewesen, „aber als sie die Schaukeln, Spielsachen und Grasflächen in ihrem neuen Zuhause sah, ging sie los, um die Gegend zu erkunden.“ Ragan war überzeugt, dass Sandras Prominenz wesentlich zum Verständnis der Sensibilität von Menschenaffen beitragen und auch das Bewusstsein für die Bedrohung der noch in Freiheit lebenden Orang-Utans in Borneo und Sumatra stärken werde: „Die Zerstörung von Lebensräumen durch Abholzung, Bergbau und Palmölanbau ist Ursache für den Verlust von Hunderten von Orang-Utans, die genauso klug und liebenswert sind wie Sandra.“